# Rabštejn (koncentrační tábor)
Rabštejn byl za druhé světové války koncentrační tábor umístěný v údolí řeky Kamenice západně od dnešní České Kamenice. Tábor vznikl v srpnu 1944 jako Außenkomando Rabstein pobočka koncentračního tábora Flossenbürg, průměrně v něm bylo vězněno asi 650 mužů 12 národností. Počet se měl zvýšit až na 1400 osob do konce války. Do května 1945 zde zemřelo nejméně 56 vězňů vysílením při těžké práci v nelidských podmínkách, na nemoci a v důsledku násilí stráží a táborových kápů. Ostrahu tábora prováděli němečtí a rumunští příslušníci SS. Tábor měl 2 ubytovací bloky, marodku a márnici. Vně střeženého prostoru byla umístěna strážnice spolu s ubytovnou příslušníků SS a 3 strážní věže.

## Historie
Koncentrační tábor vznikl v sousedství pracovního tábora Neu-Bremen a oba tábory zajišťovaly pracovní síly pro nedalekou podzemní továrnu německé společnosti Weser-Flugzeugbau GmbH, která vyráběla součásti letadel a vrtulníků. Vězni koncentračního tábora byli nasazeni především na hloubení štol v pískovci, v menší míře se podíleli i na samotné výrobě letecké techniky. Do dubna 1945 vězni vyrubali prostory o objemu asi 17 500 m3 z celkově plánovaných 80 000 m3.
Po skončení druhé světové války prostory koncentračního tábora sloužily k soustředění zadržených příslušníků NSDAP, příslušníků gestapa, SS a SA, zatčených vedoucích říšských úřadů, strážních jednotek atd. Dne 21. října 1945 byl internační tábor předán vojenskou správou, zastoupenou velitelem štábním kapitánem Štěpánem, Okresní správní komisi v Děčíně, která internační tábor 11. dubna 1946 zrušila. V dalším období tábor sloužil pro internaci Němců před jejich odsunem. Dne 25. září 1946 bylo sběrné středisko zrušeno. Do současnosti se z tábora zachovaly jen základy některých budov, v jejichž blízkosti je umístěn památník obětem fašismu. Historie koncentračního tábora je zachycena v expozicích muzea umístěného v nedalekém podzemním komplexu letecké továrny, které provozuje občanské sdružení Rabštejn.